# La Patagonia trágica
La Patagonia trágica (asesinatos, piratería y esclavitud) es un libro de investigación escrito y publicado en 1928 por José María Borrero.

## Contexto de la obra
El autor era el editor periodístico del semanario La Verdad de Río Gallegos, además de un polemista, sindicalista, orador y político español que tuvo participación en las huelgas patagónicas-magallánicas de 1920-1921 en tierras argentinas-chilenas.
La obra, editada en su primera edición por los Talleres Gráficos Puente Hnos, tenía unas dimensiones de 13,5 x 18,5 cm, de tapa blanda, contaba con unas 308 páginas. Fue concebida como una primera parte que narra las represiones y trágicas acciones conocidas como la Patagonia rebelde. Estos fueron una serie de conflictos sociales-económicos-conservadores en tierras magallánicas, con una secuela que no vio la imprenta. Esta segunda parte iba a llamarse Orgia de sangre, pero por motivos no del todo claros no salió a la imprenta.

## Temática
En el libro La Patagonia Trágica relata las aspiraciones de los obreros o trabajadores estancieros, ganaderos, agricultores con familia por mejorar sus condiciones de vida; los peones deciden sindicalizarse porque se encuentran en situación de explotación muy primitiva; pero lamentablemente no contaban con el apoyo de gobernadores, patrones, ni el ejército, sino más bien con su abierta y decisiva oposición.  
Desde Buenos Aires son boicoteados y el gobierno de Hipólito Yrigoyen no les presta el debido respaldo frente al poder de los terratenientes de sangre extranjera, quienes a su vez monopolizan los recursos y compran voluntades entre los políticos obsecuentes y lacayos. Yrigoyen envía a un representante para saber que está sucediendo, y aunque este apoya a los trabajadores el abanderado de la Unión Cívica Radical cede ante las presiones del exterior, y se “lava las manos”; se envían gendarmes y soldados entrenados para luchar con los trabajadores y los fusilan.  
Presenta una imagen nada agradable y limpia de las familias de nuevos estancieros colonizadores extranjeros y sus herederos – quienes irónicamente se vieron arrojados y trasplantados a estas tierras australes apremiados por los pogromos o linchamientos regulares en la Rusia Zarista, durante la segunda mitad del siglo XIX –, quienes monopolizaron la explotación económica en la zona y se convirtieron en acaudalados clanes, vía matrimonios y cooperativas (los Braun, Hamburger, Menéndez, Blanchard, Nogueira, Kusanovic). 
Duras y fuertes jornadas de trabajo, despóticas órdenes para privilegiar los negocios y alentar masacres, más expropiaciones de tierras y la caza inhumana de todos los aborígenes de raza Selknam, Onas, fueguinos y alacalufes. La obra retrata actos de violaciones a los derechos humanos financiadas por familias cristianas, judías y ortodoxas. Quienes aplastaron todas las demandas de justicia social de cientos de huelguistas durante las primeras décadas del siglo XX.